# فيجاس للزيت والغاز
شركة فيجاس للزيت والغاز هي شركة مقرها في مصر تركز على استكشاف النفط والغاز . يقع مقرها الرئيسي في أثينا ، ولكن تعمل أساسًا من ضاحية المعادي بالقاهرة . 
فيغاس مملوكة بالكامل من قبل عائلة الملياردير اليوناني Vardis Vardinogiannis.

## أنشطة
تعد فيغاس أيضًا مجموعة كبيرة من شركات E&P لها أصول في الولايات المتحدة الأمريكية ومصر واليمن. 
- إنه مساهم بنسبة 50٪ ومشغل لامتياز ( شمال غرب الجمسة ) ، بينما تملك الهيئة المصرية العامة للبترول 40٪ وحصة سي دراجون هي 10٪ المتبقية. [3] بلغ إنتاج النفط من امتياز ( شمال غرب الجمسة ) ذروته عند 9,000 برميل لكل يوم (1,400 م3/ي) . [4] يتم حرق جميع الغاز المنتج حالياً من الحقل، نظرًا للأحجام المنخفضة للاقتصاد. [5]

- تعد شركة فيغاس مساهماً بنسبة 35٪ في امتياز علم الشاويش الغربي، مع شركة شل مصر (مشغل، 40٪) ، وجي إف دي سويز 25٪. [6]

- وهي مشغل ومساهم بنسبة 50 ٪ في امتياز شرق غزالة (الصحراء الغربية) ، مع شركة ترانس جلوب إنرجي التي تملك 50 ٪ المتبقية. [7] [8]

## أخبار حديثة
في أغسطس 2013 ، أعلنت فيجاس أنها اكتشفت النفط والغاز والمكثفات في مصر . 